# Resultado típico
Resultado típico é uma consequência descrita na norma legal (tipo legal).
A Constituição Federal protegeu o nosso ordenamento jurídico estabelecendo que não há crime sem lei anterior que o defina. Assim, a tipificação, um dos elementos do Fato Típico, protege o indivíduo de lhe ser imputado fato criminoso sem que antes haja uma tipificação, uma descrição da norma legal.
Um resultado típico só ocorre nos crimes materiais. Isso quer dizer que nem sempre é exigido um resultado típico para ocorrer um crime. Isso contudo não exime o ordenamento jurídico de tipificar, descrever a conduta como criminosa. Nos casos dos crimes formais, não há necessidade de um resultado para a consumação de um crime, bastando haver a conduta. Essa conduta (antijurídico ou ilegal) é tipificada como criminosa pelo ordenamento jurídico. Um exemplo seria o crime de extorsão, onde não se faz necessário que haja a produção de um 

## Resultado é umelementodo Fato Típico
Para haver compreensão do significado de resultado típico se faz necessário ter conhecimento do que é Fato Típico:

O Fato Típico é o fato material que se amolda perfeitamente aos elementos constantes do modelo previsto na lei penal. Fato material é aquele que existe independente de se enquadrar ou não ao modelo descritivo legal. A tipicidade é, portanto, irrelevante para a existência do fato material. 

O resultado é apenas um dos quatro elementos do Fato Típico elencados por Fernando Capez, da seguinte forma:

- Conduta dolosa ou culposa;
- Resultado (só nos crimes materiais);
- Nexo causal (só nos crimes materiais);
- Tipicidade. 

O resultado é a modificação no mundo exterior provocado pela conduta  E aproveitando-se da  supra definição de Capez, poderia-se obter que o resultado é típico quando é um resultado material que se amolda perfeitamente aos elementos constantes do modelo previsto na lei penal.

## Teorias
- Naturalística
- Jurídico ou normativo
- Sub-típico

### Naturalística
Na teoria naturalística, o resultado é a modificação do mundo externo por um comportamento humano. Relação entre a conduta e a modificação, não levando-se em conta a análise da norma jurídica.
Dá origem a:
- Crimes materiais cuja consumação sujeita-se à produção de um resultado naturalístico, requerido pelo tipo penal;
- Crimes formais, em que a lei não exige a ocorrência do resultado para a consumação do crime, o crime se consuma com a prática da conduta, o resultado é mero exaurimento do crime;
- Crimes de mera conduta – não existe resultado naturalístico;

### Jurídico ou normativo
Na teoria normativa, o resultado da conduta é a lesão ou o perigo de lesão de um interesse protegido pela norma penal.
O origina os:
- Crimes de dano cuja consumação depende de uma lesão efetiva ao bem jurídico protegido;
- Crime de perigo que o simples risco ao bem jurídico já consuma o crime. Perigo concreto o risco deve se demonstrado, provado, entretanto o perigo abstrato é presumido juris et de jure, pressupõe-se o perigo;

### Resultado sub-típico
É todo o resultado que verificando-se a consumação do tipo penal básico, acarreta agravamento da pena a título de qualificação ou majoração.
Classificam-se em:
- Crimes preterdolosos cujo resultado vai além da intenção do agente. Ação voluntária inicia dolosa e termina culposa;
- Crimes qualificados pelo resultado quando o resultado final, mais grave, derivado involuntariamente da condutas criminosa, lesa um bem jurídico que, por sua natureza, não contém o bem jurídico precedentemente lesado. Ex. CP art.125 e 126 c/c 127, in fine.

## Referência
1. ↑  Constituição Federal de 1988 em seu artigo 5.º, Inciso XXXIX
2. 1 2  Curso de Direito Penal, Volume 1: parte geral (arts 1 a 120) / Fernando Capez. - 9. ed. e atual. - São Paulo: Saraiva, 2005, pg. 114 - ISBN 85-02-05156-3
3. ↑   Curso de Direito Penal, Volume 1: parte geral (arts 1 a 120) / Fernando Capez. - 9. ed. e atual. - São Paulo: Saraiva, 2005, pg. 154 - ISBN 85-02-05156-3